# Liste der Gebietsänderungen in der Provinz Luxemburg
Die Liste der Gebietsänderungen in der Provinz Luxemburg enthält wichtige Änderungen der Gemeindegebiete in der belgischen Provinz Luxemburg in der Zeit vom 4. Oktober 1830 bis heute. Dazu zählen unter anderem Zusammenschlüsse und Trennungen von Gemeinden, Eingliederungen von Gemeinden in eine andere, Änderungen des Gemeindenamens und größere Umgliederungen von Teilen einer Gemeinde in eine andere. Kleinere Änderungen werden nicht berücksichtigt.

## Legende
- Datum: juristisches Wirkungsdatum der Gebietsänderung
- Gemeinde vor der Änderung: Gemeinde vor der Gebietsänderung
- Maßnahme: Art der Änderung
- Gemeinde nach der Änderung: Gemeinde nach der Gebietsänderung

Die Sortierung erfolgt chronologisch nach dem Datum und nach der aufnehmenden oder neu gebildeten Gemeinde. Heute noch bestehende Gemeinden sind farbig unterlegt. Die Gemeinden, die in die Provinz Luxemburg wechselten, sind grün, diejenigen, die sie verließen, rot unterlegt.

## Gebietsänderungen
| Datum      | Gemeinde vor der Änderung | Maßnahme        | Gemeinde nach der Änderung    |
| ---------- | --- | --------------- | ----------------------------- |
| 01.01.1837 | Straimont-Grapfontaine | Auflösung       |                               |
| 01.01.1837 | Straimont-Grapfontaine, Grapfontaine, Harfontaine, Hossuse, Montplainchamps, Nolinfaing und Warmifontaine                                                | Neubildung      | Grapfontaine                  |
| 01.01.1837 | Straimont-Grapfontaine, Martilly, Menugoutte und Straimont                                                                                               | Neubildung      | Straimont                     |
| 01.01.1838 | Haut-Fays, Gembes | Neubildung      | Gembes                        |
| 01.01.1841 | Villers-la-Loue, Robelmont | Neubildung      | Robelmont                     |
| 16.03.1841 | Sensenruth, Botassart und Ucimont | Neubildung      | Ucimont                       |
| 07.08.1843 | Ell, Luxemburg, Gebietsteile | Umgliederung    | Attert                        |
| 07.08.1843 | Steinfort, Luxemburg, Gebietsteile | Umgliederung    | Autelbas                      |
| 07.08.1843 | Basbellain, Luxemburg, Gebietsteile | Umgliederung    | Beho                          |
| 07.08.1843 | Guirsch, Luxemburg | Umgliederung    | Guirsch                       |
| 07.08.1843 | Beckerich, Luxemburg, Gebietsteile | Umgliederung    | Guirsch                       |
| 07.08.1843 | Oberwampach, Luxemburg, Gebietsteile | Umgliederung    | Longvilly                     |
| 07.08.1843 | Perlé, Luxemburg, Gebietsteile | Umgliederung    | Martelange                    |
| 07.08.1843 | Hachiville, Luxemburg, Gebietsteile | Umgliederung    | Tavigny                       |
| 07.08.1843 | Harlange, Luxemburg, Gebietsteile | Umgliederung    | Villers-la-Bonne-Eau          |
| 07.08.1843 | Winseler, Luxemburg, Gebietsteile | Umgliederung    | Wardin                        |
| 01.01.1847 | Vielsalm, Petit-Thier | Neubildung      | Petit-Thier                   |
| 01.01.1852 | Vielsalm, Goronne | Umgliederung    | Arbrefontaine                 |
| 01.01.1853 | Lamorteau, Torgny | Neubildung      | Torgny                        |
| 01.01.1858 | Noirefontaine, Dohan, La Cornette und Les Hayons | Neubildung      | Dohan                         |
| 01.01.1858 | Masbourg, Grupont | Neubildung      | Grupont                       |
| 01.01.1862 | Longlier, Hamipré, Marbay, Namoussart und Offaing | Neubildung      | Hamipré                       |
| 01.01.1863 | Rachecourt, Meix-le-Tige | Neubildung      | Meix-le-Tige                  |
| 01.01.1865 | Attert, Tontelange | Neubildung      | Tontelange                    |
| 01.01.1865 | Heinsch, Metzert | Umgliederung    | Tontelange                    |
| 01.01.1876 | Messancy, Sélange | Neubildung      | Sélange                       |
| 01.01.1877 | Awenne, Mirwart | Neubildung      | Mirwart                       |
| 01.01.1877 | Corbion, Poupehan | Neubildung      | Poupehan                      |
| 01.01.1878 | Aubange, Athus | Neubildung      | Athus                         |
| 01.01.1878 | Villers-la-Loue, Sommethonne | Neubildung      | Sommethonne                   |
| 01.01.1893 | Juseret, Ébly | Neubildung      | Ébly                          |
| 01.01.1893 | Fays-les-Veneurs, Nollevaux | Neubildung      | Nollevaux                     |
| 01.01.1895 | Villance, Maissin | Neubildung      | Maissin                       |
| 01.01.1896 | Sainte-Cécile, Fontenoille | Neubildung      | Fontenoille                   |
| 01.01.1897 | Noirefontaine, Bellevaux | Neubildung      | Bellevaux                     |
| 01.01.1899 | Cugnon, Auby | Neubildung      | Auby-sur-Semois               |
| 01.01.1899 | Chanly, Halma | Neubildung      | Halma                         |
| 01.01.1899 | Saint-Pierre, Libramont | Neubildung      | Libramont                     |
| 01.01.1899 | Libin, Smuid | Neubildung      | Smuid                         |
| 01.01.1900 | Paliseul, Carlsbourg | Neubildung      | Carlsbourg                    |
| 25.05.1900 | Borlon, Septon | Neubildung      | Septon                        |
| 01.01.1903 | Tournay, Grandvoir | Neubildung      | Grandvoir                     |
| 01.01.1903 | Wibrin, Filly, Nadrin und Ollomont | Neubildung      | Nadrin                        |
| 23.08.1904 | Tintange, Gebietsteile | Umgliederung    | Bigonville, Luxemburg         |
| 23.08.1904 | Bigonville, Luxemburg, Gebietsteile | Umgliederung    | Tintange                      |
| 23.08.1904 | Harlange, Luxemburg, Gebietsteile | Umgliederung    | Villers-la-Bonne-Eau          |
| 01.01.1906 | Lamorteau, Harnoncourt | Neubildung      | Harnoncourt                   |
| 01.01.1906 | Dohan, La Cornette und Les Hayons | Neubildung      | Les Hayons                    |
| 01.01.1906 | Nives, Vaux-lez-Rosières | Neubildung      | Vaux-lez-Rosières             |
| 15.05.1906 | Ruette, Gebietsteile, Saint-Mard, Gebietsteile | Umgliederung    | Allondrelle, Frankreich       |
| 15.05.1906 | Halanzy, Gebietsteile, Musson, Gebietsteile | Umgliederung    | Cosnes, Frankreich            |
| 15.05.1906 | Torgny, Gebietsteile | Umgliederung    | Épiez, Frankreich             |
| 15.05.1906 | Musson, Gebietsteile | Umgliederung    | Gorcy-Cussigny, Frankreich    |
| 15.05.1906 | Ruette, Gebietsteile | Umgliederung    | Longuyon, Frankreich          |
| 15.05.1906 | Aubange, Gebietsteile, Halanzy, Gebietsteile | Umgliederung    | Mont-Saint-Martin, Frankreich |
| 15.05.1906 | Bleid, Gebietsteile, Ruette, Gebietsteile | Umgliederung    | Saint-Pancré, Frankreich      |
| 15.05.1906 | Ruette, Gebietsteile | Umgliederung    | Tellancourt, Frankreich       |
| 15.05.1906 | Musson, Gebietsteile | Umgliederung    | Ville-Houdlémont, Frankreich  |
| 15.05.1906 | Mont-Saint-Martin, Frankreich, Gebietsteile | Umgliederung    | Aubange                       |
| 15.05.1906 | Saint-Pancré, Frankreich, Gebietsteile | Umgliederung    | Bleid                         |
| 15.05.1906 | Cosnes, Frankreich, Gebietsteile, Mont-Saint-Martin, Frankreich, Gebietsteile                                                                            | Umgliederung    | Halanzy                       |
| 15.05.1906 | Cosnes, Frankreich, Gebietsteile, Gorcy-Cussigny, Frankreich, Gebietsteile, Ville-Houdlémont, Frankreich, Gebietsteile                                   | Umgliederung    | Musson                        |
| 15.05.1906 | Allondrelle, Frankreich, Gebietsteile, Longuyon, Frankreich, Gebietsteile, Saint-Pancré, Frankreich, Gebietsteile, Tellancourt, Frankreich, Gebietsteile | Umgliederung    | Ruette                        |
| 15.05.1906 | Allondrelle, Frankreich, Gebietsteile | Umgliederung    | Saint-Mard                    |
| 15.05.1906 | Épiez, Frankreich, Gebietsteile | Umgliederung    | Torgny                        |
| 01.01.1907 | Forrières, Lesterny | Neubildung      | Lesterny                      |
| 01.01.1922 | Hondelange, Wolkrange | Neubildung      | Wolkrange                     |
| 01.06.1940 | Beho | Umgliederung    | Bocholtz, Deutschland         |
| 11.09.1944 | Bochholz, Deutschland | Umgliederung    | Beho                          |
| 01.01.1963 | Monceau | Namensänderung  | Monceau-en-Ardenne            |
| 01.01.1963 | Sainte-Marie | Namensänderung  | Sainte-Marie-Chevigny         |
| 01.01.1971 | Morhet Nives Vaux-lez-Rosières | Eingliederung   | Vaux-sur-Sûre                 |
| 01.01.1977 | Autelbas Bonnert Guirsch Heinsch Toernich | Eingliederung   | Arlon                         |
| 01.01.1977 | Nobressart Nothomb Thiaumont Tontelange | Eingliederung   | Attert                        |
| 01.01.1977 | Aix-sur-Cloie Athus Halanzy Rachecourt | Eingliederung   | Aubange                       |
| 01.01.1977 | Longvilly Noville Villers-la-Bonne-Eau Wardin | Eingliederung   | Bastogne                      |
| 01.01.1977 | Flamierge Longchamps | Eingliederung   | Bertogne                      |
| 01.01.1977 | Auby-sur-Semois Cugnon Jehonville Orgéo | Eingliederung   | Bertrix                       |
| 01.01.1977 | Bellevaux Corbion Dohan Les Hayons Noirefontaine Poupehan Rochehaut Sensenruth Ucimont Vivy                                                              | Eingliederung   | Bouillon                      |
| 01.01.1977 | Izel Jamoigne Les Bulles Suxy Termes | Eingliederung   | Chiny                         |
| 01.01.1977 | Gembes Haut-Fays Porcheresse | Eingliederung   | Daverdisse                    |
| 01.01.1977 | Barvaux Bende Bomal Borlon Grandhan Heyd Izier Septon Tohogne Villers-Sainte-Gertrude Wéris                                                              | Eingliederung   | Durbuy                        |
| 01.01.1977 | Amonines Mormont Soy | Eingliederung   | Érezée                        |
| 01.01.1977 | Buzenol Chantemelle Sainte-Marie-sur-Semois Vance Villers-sur-Semois                                                                                     | Eingliederung   | Étalle                        |
| 01.01.1977 | Hollange Tintange | Eingliederung   | Fauvillers                    |
| 01.01.1977 | Chassepierre Fontenoille Lacuisine Muno Sainte-Cécile Villers-devant-Orval                                                                               | Eingliederung   | Florenville                   |
| 01.01.1977 | Beho Bovigny Cherain Limerlé Montleban | Zusammenschluss | Gouvy                         |
| 01.01.1977 | Anlier Habay-la-Neuve Habay-la-Vieille Hachy Houdemont Rulles                                                                                            | Zusammenschluss | Habay                         |
| 01.01.1977 | Saint-Médard Straimont | Eingliederung   | Herbeumont                    |
| 01.01.1977 | Fronville Hampteau Marenne | Eingliederung   | Hotton                        |
| 01.01.1977 | Mabompré Mont Nadrin Tailles Tavigny Wibrin | Eingliederung   | Houffalize                    |
| 01.01.1977 | Beausaint Halleux Hives Ortho Samrée | Eingliederung   | La Roche-en-Ardenne           |
| 01.01.1977 | Ebly Mellier Witry | Eingliederung   | Léglise                       |
| 01.01.1977 | Anloy Ochamps Redu Smuid Transinne Villance | Eingliederung   | Libin                         |
| 01.01.1977 | Bras Freux Libramont Moircy Recogne Sainte-Marie-Chevigny Saint-Pierre                                                                                   | Zusammenschluss | Libramont-Chevigny            |
| 01.01.1977 | Dochamps Grandmenil Harre Malempré Odeigne Vaux-Chavanne                                                                                                 | Zusammenschluss | Manhay                        |
| 01.01.1977 | Aye Hargimont Humain On Roy Waha | Eingliederung   | Marche-en-Famenne             |
| 01.01.1977 | Gérouville Robelmont Sommethonne Villers-la-Loue | Eingliederung   | Meix-devant-Virton            |
| 01.01.1977 | Habergy Hondelange Sélange Wolkrange | Eingliederung   | Messancy                      |
| 01.01.1977 | Mussy-la-Ville | Eingliederung   | Musson                        |
| 01.01.1977 | Ambly Bande Forrières Grune Harsin Lesterny Masbourg | Eingliederung   | Nassogne                      |
| 01.01.1977 | Carlsbourg Fays-les-Veneurs Framont Maissin Nollevaux Offagne Opont                                                                                      | Eingliederung   | Paliseul                      |
| 01.01.1977 | Beffe Hodister Marcourt | Eingliederung   | Rendeux                       |
| 01.01.1977 | Dampicourt Harnoncourt Lamorteau Torgny | Zusammenschluss | Rouvroy                       |
| 01.01.1977 | Amberloup Lavacherie Tillet | Zusammenschluss | Sainte-Ode                    |
| 01.01.1977 | Arville Awenne Hatrival Mirwart Vesqueville | Eingliederung   | Saint-Hubert                  |
| 01.01.1977 | Châtillon Meix-le-Tige | Eingliederung   | Saint-Léger                   |
| 01.01.1977 | Bure, Provinz Namur Resteigne, Provinz Namur | Eingliederung   | Tellin                        |
| 01.01.1977 | Grupont | Eingliederung   | Tellin                        |
| 01.01.1977 | Champlon Erneuville | Eingliederung   | Tenneville                    |
| 01.01.1977 | Bellefontaine Rossignol Saint-Vincent | Eingliederung   | Tintigny                      |
| 01.01.1977 | Hompré Juseret Sibret | Eingliederung   | Vaux-sur-Sûre                 |
| 01.01.1977 | Bihain Grand-Halleux Petit-Thier | Eingliederung   | Vielsalm                      |
| 01.01.1977 | Bleid Ethe Latour Ruette Saint-Mard | Eingliederung   | Virton                        |
| 01.01.1977 | Chanly Halma Lomprez Sohier | Eingliederung   | Wellin                        |
| 16.05.1977 | Assenois | Eingliederung   | Léglise                       |
| 16.05.1977 | Grandvoir Grapfontaine Hamipré Longlier Tournay | Eingliederung   | Neufchâteau                   |
| 02.12.2024 | Bertogne | Eingliederung   | Bastogne                      |